# (120569) Huangrunqian
(120569) Huangrunqian est un astéroïde de la ceinture principale.

## Description
(120569) Huangrunqian est un astéroïde de la ceinture principale. Il fut découvert le 24 mars 1995 à la station de Xinglong par le programme Beijing Schmidt CCD Asteroid Program. Il présente une orbite caractérisée par un demi-grand axe de 3,14 UA, une excentricité de 0,18 et une inclinaison de 11,3° par rapport à l'écliptique.

## Compléments